# Sichuan (1911-1949)
Sichuan (in Cinese: 四川省), era il nome di uno stato Cinese nato dopo la caduta dell'impero Qing che finì nel 1949 a causa della Rivoluzione comunista cinese.